# Сокращения, принятые на топографических картах
Данный список содержит алфавитный перечень русскоязычных сокращений и аббревиатур, встречающихся на топографических картах.
| # А Б В Г Д Е Ё Ж З И К Л М Н О П Р С Т У Ф Х Ц Ч Ш Щ Э Ю Я |

## А
- А — асфальт (о материале покрытия);
- авт. — автомобильный завод;
- анг.  — ангар;
- арх. — архипелаг;
- астр. — астрономический пункт;
- арт. к. — артезианский колодец;
- аэрд. — аэродром;
- аэрп. — аэропорт.

## Б
- Б — булыжник (о материале);
- Б. — будка;
- б. (реже бал.) — балка;
- бар. — барак
- бас. — бассейн
- б-ка — банка;
- бер. — берёза;
- Бет. — бетонный (материал плотины);
- бл.-п. — блок-пост;
- Бол. — Большой (-ая, -ое, -ие);
- бол. — болото;
- больн. — больница;
- Бр. — брусчатка (материал покрытия дорог);
- бр. — брод;
- бр. мог. — братская могила;
- булг. — булгуннях;
- бум. — бумажная фабрика;
- бур. — буровая (характеристика скважины);
- бух. — бухта;
- бывш. — бывший.

## В
- вдкч. — водокачка;
- вдп. — водопад;
- вдхр. — водохранилище;
- Вел. — Великий (-ая, -ое, -ие);
- Верх. — Верхний (-яя, -ее, -ие);
- вет. леч. — ветеринарное лечебное учреждение;
- вкз. — вокзал;
- влк. — вулкан;
- вод. — водонапорная (характеристика башни);
- вод. п. — водомерный пост;
- водопр. ст. — водопроводная станция;
- Вост. — Восточный (-ая, -ое, -ые);
- Вх — воздухопровод.

## Г
- Г — гравий (о материале покрытия);
- г. — гора;
- г.-сол. — горько-солёный;
- газ. — газовый (характеристика объекта);
- галеч. — галечник (материал добычи);
- гар. — гаражи;
- гл. — глубина (характеристика скважины);
- глин. — глина (материал добычи);
- гор. — горячий (о источнике);
- грав. — гравий (материал добычи);
- ГСМ — склад горюче-смазочных материалов;
- ГЭС — гидроэлектростанция.

## Д
- Д — деревянный (о материале);
- д. — деревня;
- Д. К. — дом культуры;
- Д. О. — дом отдыха.

## Ж
- ж.-д. — железнодорожный;
- ЖБ — железобетонный (о материале);
- животн. — животноводческий.

## З
- зал. — залив;
- запов. — заповедник;
- звер. — звероводческий;
- зем. — земляной (о материале);
- земл. — землянка;
- зим. — зимняя (о дороге).

## И
- изв. — известняк (материал добычи);
- им. — имени;
- инст. — институт.

## К
- К — каменный (о материале);
- КН — каменное нежилое
- каз. — казарма;
- кам. — каменоломня;
- клх. дв. — колхозный двор;
- колл. — коллектор;
- компрес. ст. — компрессорная станция;
- кош. — кошара;
- Кр., Красн. — Красный (-ая, -ое, -ые);
- кург. — курган.
- КК - канализационный колодец

## Л
- лаг. — лагерь;
- лед. буг. — ледяной бугор;
- ледн. — ледник;
- лесн. — лесник (дом лесника);
- леснич. — лесничество;
- лесоуч. — лесоучасток;
- лесп. — лесопилка;
- лет. — летник;
- листв. — лиственница;
- лот. — лоток;
- ЛЭП — линия электропередачи.

## М
- М — металлический (о материале);
- м. — мыс;
- Мал. — Малый (-ая, -ое, -ые);
- мерзлот. ст. — станция наблюдения за вечной мерзлотой;
- мет. ст. — метеорологическая станция;
- мин. — минеральный (о источнике);
- мог. — могила;
- мол. — молочный завод, ферма;
- мон. — монастырь;
- МТМ — машинно-тракторная мастерская;
- МТС — машинно-тракторная станция;
- МТФ — молочно-товарная ферма;
- мук. — мукомольная мельница.

## Н
- набл. — наблюдательная (характеристика вышки);
- насос. ст. — насосная станция;
- недейств. — недействующий;
- нежил. — нежилой;
- нефт. — нефтяной (характеристика объекта);
- Ниж. — Нижний (-яя, -ее, -ие);
- Нов. — Новый (-ая, -ое, -ые).

## О
- о. — остров;
- о-ва — острова;
- овр. — овраг;
- оз. — озеро;
- ост. п. — остановочный пункт;
- отв. — отвал;
- отст. — отстойник;
- ОТФ — овцетоварная ферма.

## П
- П — песчаный (характер грунта)
- п. — посёлок;
- п. набл. — пункт наблюдения;
- п-ов — полуостров;
- пам. — памятник;
- панс. — пансионат;
- пар. — паром, паровые теплосети;
- пас. — пасека;
- пер. — перевал;
- пес. — песок (материал добычи);
- пещ. — пещера;
- пионерлаг. — пионерский лагерь;
- пит. — питомник;
- пищ. — пищекомбинат;
- пл. — платформа, площадь;
- погруз. — погрузочная станция;
- подсоб. хоз. — подсобное хозяйство;
- пож. — пожарная (характеристика вышки);
- пол. ст. — полевой стан;
- пор. — порог (на водотоке);
- пос. — посёлок;
- пр. — пруд, пролив;
- Прав. — Правый (-ая, -ое, -ые);
- пресн. — пресный;
- прист. — пристань;
- прот. — протока;
- ПС — поселковый совет;
- птиц., ПТФ — птицефабрика;
- пут. п. — путевой пост.

## Р
- р. — река (ныне не используется);
- раз. — разъезд;
- разб. — разборный (характеристика моста);
- разв. — развалины;
- разводн. — разводной (характеристика моста);
- разр. — разрушенный;
- род. — родник;
- РС — районный совет;
- руд. — рудник;
- руч. — ручей;
- РЦ — районный центр;
- рыб. — рыбацкий.

## С
- с. — село;
- с.-х. — сельскохозяйственный;
- сад. уч. — садовые участки;
- сан. — санаторий;
- сар. — сарай;
- свет. зн. — светящийся знак береговой сигнализации;
- свин., СТФ — свинотоварная ферма;
- свх. — совхоз;
- серн. — сернистые источники;
- сил. — силосная яма;
- ск. (ранее скал.) — скала;
- скл. — склад;
- скот. дв. — скотный двор;
- сол. — солёный;
- соп. — сопка;
- Сред. — Средний (-яя, -ее, -ие);
- СС — сельский совет;
- ст. — станция;
- ст. перекач. — станция перекачки (на трубопроводах);
- стад. — стадион;
- Стар. — Старый (ая, ое, ые);
- стекл. — стеклянный завод;
- стр. — строение, строящийся;
- сух. — сухой.

## Т
- Т — твёрдый (характер грунта);
- телевизион. — телевизионная (характеристика вышки);
- тепл. — теплица;
- тер. — террикон;
- техн. — техникум;
- тракт. — тракторная (о дороге);
- тун. — туннель;
- ТЭЦ — теплоэлектроцентраль.

## У
- ул. — улица;
- ур. — урочище.
- уч. -    участок

## Х
- хиж. — хижина;
- хим. удобр. — склад химических удобрений;
- хр. — хребет.

## Ц
- Ц — цементобетон (о материале покрытия).

## Ш
- шах. — шахта;
- шах. уг. — шахта угольная;
- шк. — школа;
- шл. — шлюз;
- шл.- шлак
- шт. — штольня.

## Щ
- Щ — щебень (о материале покрытия).

## Э
- эл. подст. — электрическая подстанция;
- эл.-ст. — электростанция;
- элев. — элеватор.